# Radio Luxembourg
Radio Luxembourg – nazwa potoczna „Luxy” – w latach 60.-80. XX wieku stacja radiowa, nadająca muzykę młodzieżową i lansująca modę muzyczną wśród nastolatków Europy Zachodniej i Centralnej, w tym Polski.
Radio Luxembourg to niezależna, komercyjna rozgłośnia radiowa nadająca w wielu językach (miała również incydentalnie okienka w języku polskim), nadająca z terenu Wielkiego Księstwa Luksemburga.
W rozumieniu Wielkiej Brytanii, której rząd w roku 1973 ponownie przyznał BBC monopol na nadawanie transmisji radiowych na wyspach, lecz nadal zakazał jej emisji jakichkolwiek reklam, Radio Luxembourg przez długie lata było pionierem piractwa radiowego i jednocześnie wzorem nowoczesnej radiofonii komercyjnej.

## Wstęp
W 1922 rząd brytyjski przyznał na 5 lat wyłączną koncesję na nadawanie programów radiowych prywatnej Brytyjskiej Korporacji Nadawczej (ang. British Broadcasting Corporation – BBC), należącej do amerykańskich i brytyjskich przedsiębiorstw sektora elektrycznego. Chociaż przynajmniej w teorii BBC mogła sprzedawać czas antenowy, to jednak swoje dochody postanowiła czerpać ze sprzedaży konstruowanych przez siebie, chronionych patentem odbiorników radiowych. Ten stan rzeczy trwał do roku 1927, kiedy to wygasła koncesja rządowa i udziały dawnej komercyjnej BBC zostały sprzedane nowej, niekomercyjnej BBC, która operować miała na terenie Zjednoczonego Królestwa w imieniu Korony.
Wobec braku możliwości emisji programów komercyjnych z terenu Zjednoczonego Królestwa, były pilot RAF i zarazem impresario – kapitan Leonard F. Plugge utworzył własne Międzynarodowe Przedsiębiorstwo Nadawcze (ang. International Broadcasting Company).
IBC wynajmowało czas antenowy nadajników ulokowanych na kontynencie, a następnie odsprzedawało go innym przedsiębiorstwom występującym w roli sponsorów audycji anglojęzycznych przeznaczonych dla odbiorców na wyspach brytyjskich. Sposobem tym Plugge udowodnił, że państwowy monopol na usługi radionadawcze może być skutecznie przełamany. Wkrótce potem, jego śladem poszli inni tworząc radiostacje wyłącznie w celach komercyjnych.

## Powstanie Radia Luxembourg
W 1924 bracia François i Marcel Anen wybudowali w Luksemburgu przy rue Beaumont 100-watowy nadajnik, który miał służyć do nadawania koncertów muzyki wojskowej i wodewili dla mieszkańców Wielkiego Księstwa. François Anen zainspirowany osiągnięciami Pluggego, zauważył, że granice państwa nie dotyczą emisji radiowych i 11 maja 1929 wraz z Henrym Etienn (wydawcą) i Jeanem Le Duc (impresariem), założył Luksemburskie Towarzystwo Studiów Radiofonicznych (fr. La Société Luxembourgeoise d’Etudes Radiophoniques) – S.L.E.R., które to jako grupa nacisku, miało doprowadzić do uzyskania koncesji nadawczej.
S.L.E.R. wykupiło radiostację rodzeństwa Anen i zatrudniło François Anen jako dyrektora technicznego.
19 maja 1929 rząd Luksemburga ustanowił prawo do wyłącznego nadawania dla przedsiębiorstwa krajowego, a 29 grudnia przyznał je S.L.E.R, które na tę okoliczność utworzyło Luksemburskie Przedsiębiorstwo Nadawcze (fr. Compagnie Luxembourgeoise de Radiodiffusion) – CLR, które na falach eteru dało się poznać jako Radio Luksemburg.
W 1931 rozpoczęto budowę stacji nadawczej w Junglinster, a wkrótce potem CLR przeniosło swoją siedzibę i studia do należącej do XVII-wiecznego fortu w centrum miasta – Willi Louvigny.
W maju 1932 Radio Luxembourg rozpoczęło w paśmie fal długich LW pierwsze emisje w językach; niemieckim, francuskim i angielskim. Emisje w języku angielskim, które były ze względu na propagację doskonale słyszalne w Wielkiej Brytanii wywołały zdecydowanie wrogą reakcję rządu JKM. Oskarżył on Radio Luxembourg o piractwo radiowe, a wskutek złożonej skargi radio musiało trzymać się „obok” częstotliwości „brytyjskich”. W 1933 szefem serwisu anglojęzycznego został 23-letni Stephen Wiliams.
1 stycznia 1934 weszła w życie nowa międzynarodowa umowa o przydziale częstotliwości radiokomunikacyjnych i wkrótce potem Radio Luxembourg rozpoczęło regularną, emisję programów w języku francuskim i angielskim za pomocą nowego, 200 kW nadajnika pracującego na przydzielonej mu oficjalnie częstotliwości 230 kHz.

## Pierwszy okres komercyjny

### 1933–1939
W latach 1933–1939 anglojęzyczny serwis Radia Luxembourg swoją „sponsorowaną” ofertą programową przyciągnął szeroką rzeszę słuchaczy zarówno w Wielkiej Brytanii, jak i w innych krajach. Programy tej wersji w niedziele nadawano od południa do północy, natomiast w pozostałe dni o różnych porach. Komercyjność stacji nie polegała na nadawaniu reklam, lecz na zapowiedziach, w których komunikowano, że „program sponsorowany jest przez...”

#### Program
- Program na 3 maja 1935 według wydawnictwa Radio Pictorial;
  - 12:00 Noon – Musical Voyage – with Bobbie Comber and Reginald Purdell and sponsored by Halls Wine. – muzyka
  - 12:15 PM – Do-Do Broadcasts – sponsored medication programme „for asthma suffers”. – słuchowisko
  - 12:30 PM – Golden Hour of Music – the Irish Concert recorded programme – muzyka
  - 1:00 PM – Zam-Buk Broadcast – the latest dance music sponsored by a medication „for cuts, burns and bruises.” – muzyka
  - 1:30 PM – Littlewoods Pools – sponsored by a football pools coupon company in Liverpool. – totalizator piłkarski
  - 2:00 PM – English service ends until 2:30 PM.
  - 2:30 PM – Vernon’s All-Star Variety Concert – gramophone records presented by a football pools company. – muzyka
  - 5:30 PM – League of Ovaltineys – presented by the makers of Ovaltine.

#### Prezenterzy
- Stephen Williams – historycznie pierwszy szef stacji i pierwszy szef serwisu anglojęzycznego po wznowieniu emisji po II wojnie światowej.
- Gerald Carnes
- Charles Maxwell (1936)
- John Bewley
- S.P. Ogden-Smith (szef spikerów 1938)

## II wojna światowa

### 1940–1945
Wkrótce po rozpoczęciu II wojny światowej – 21 września 1939, chroniąc neutralność Księstwa, rząd zamknął rozgłośnię. Jej urządzenia oraz nadajnik zostały zdobyte przez wojska niemieckie i w dalszej kolejności wykorzystane do nadawania propagandowych anglojęzycznych programów Wiliama Joyce’a, obdarzonego przez aliantów przezwiskiem „Lord hau-hau”.
W sierpniu 1944 wojska alianckie wyzwoliły Luksemburg, a kontrolę nad rozgłośnią przejęła armia amerykańska i wykorzystała ją również do celów propagandowych, ale tym razem przeciwko Niemcom, jako „Radio 1212”.

## Drugi okres komercyjny

### 1946–1953
Wyjście wojsk alianckich z Luksemburga zwiastowało wznowienie działalności rozgłośni na falach długich, ponownie pod kierownictwem Stephena Williamsa.
21 czerwca 1946 Williams zatrudnił zdemobilizowanego z brytyjskiej armii w Luksemburgu Geoffreya Everitta, który wkrótce, po odejściu Williamsa objął kierownictwo małego, trzyosobowego zespołu serwisu anglojęzycznego. Wobec złej sytuacji gospodarczej w powojennej Wielkiej Brytanii popyt na reklamę radiową był szczątkowy. Doprowadziło to do redukcji długości serwisu na rzecz programów francuskojęzycznych.
Sytuacja poprawiła się z początkiem lat 50. W miarę rozrostu serwisu anglojęzycznego, równolegle z działającym na falach długich Radiem Luxembourg I uruchomione zostało nieznacznie słabsze średnio falowe Radio Luxembourg II.
W 1955, Hal Lewis – DJ hawajskich radiostacji KPOA-AM i KSSK-FM, zgłosił Radiu Luxembourg II ofertę zakupu czasu antenowego pomiędzy 6 a 9 rano na potrzeby swojego show, ale ofertę odrzucono, gdyż zadowalający odbiór transmisji na fali 208 metrów na wyspach brytyjskich miał miejsce dopiero po zmroku, gdy jonosfera była na dogodnej wysokości. Ta właśnie cecha fali radiowej 208 metrów nadawała drugie znaczenie reklamowemu sloganowi radia: „208 – Twoje Radio Gwiazd” (ang. 208 – Your Station of the Stars) –.

#### Program
- Niektóre z audycji nadanych w niedziele marca 1952 według rozkładu Radia „208”;
  - 6:15 PM – Ovaltineys’ Concert Party – popularny show pierwotnie nadawany jeszcze przed II wojną światową promujący wśród dzieci produkty spożywcze przedsiębiorstwa Ovaltineys
  - 9:15 PM – Leslie Welch – sławny Memory Man.
  - 10:45 PM – The Answer Man – „wszystko co chcesz wiedzieć.” (niedziele, środy, piątki).
  - 11.00 PM – Top Twenty – przedstawia Pete Murray.

Radio Luxembourg było także azylem dla gwiazd lub programów uprzednio emitowanych przez BBC, a które BBC z takich czy innych przyczyn pozbyła się. Dlatego też, gdy w 1951 BBC chciała zmusić Verę Lynn, jedną ze swoich największych śpiewających gwiazd, do wykonania bardziej nowoczesnego materiału niż jej tradycyjny repertuar, stanowczo odmówiła i nagrała dla Radia Luxembourg 42 audycje, za które w dodatku, jak stwierdziła, zapłacono jej lepiej. Podobnie, seriale komediowe jak Much Binding in the Marsh którego emisję zawieszono po 6 latach nadawania, przeniknął do Radia Luxembourg na lata 1950–1951, tj. do czasu kiedy BBC zrewidowała swoje stanowisko.

#### Prezenterzy
- Stephen Williams
- Ursula Brennan – Patricia Giles – Beatrice Feltes – John De Denghy – prezenterzy płyt, którzy odeszli razem z Williamsem ok. 1948.
- Geoffrey Everitt – W późniejszym okresie objął kierownictwo londyńskiego zespołu serwisu anglojęzycznego.
- Teddy Johnson – po epizodzie prezentera w 1950 powrócił do kariery piosenkarza, by później znowu powrócić do radia.
- John Drexler; Roger Moffat; Richard Beynon; Warren Mitchell; Pete Murray; Peter Madren

### 1954–1963
Po połączeniu serwisów anglojęzycznych długofalowego Radia Luxembourg I ze średniofalowym Radio Luxembourg II nadającym na fali 208 metrów, powstało właściwe Radio Luxembourg. Rozgłośnia była kontrolowana przez Radio Luxembourg (London) Ltd, które odpowiadało za całokształt programu i sprzedawało czas antenowy reklamodawcom.
Ramówkę programu dopasowywano do pory dnia i roku tak, aby w sposób maksymalny wykorzystać korzystną propagację fal radiowych po zmroku. Chociaż stacja była dobrze słyszalna na całych wyspach, to jednak najlepszy odbiór był w północnej Anglii. Poprzez ograniczenie nadawania do pory wieczorowo-nocnej, która jednocześnie była okresem największej słuchalności, stacja mogła efektywnie sprzedawać czas antenowy zarówno reklamodawcom, jak i sponsorom.
Program był realizowany częściowo przez stały zespół prezenterów ze studia w Willi Louvigny w Luksemburgu, a częściowo w oparciu o nagrania zrealizowane w londyńskim studiu przy Hartford Street 38. Powodowało to pewnego rodzaju zamieszanie w głowach słuchaczy, którzy bądź byli przekonani, że wszyscy prezenterzy są w studiu w Luksemburgu, bądź też, że program „idzie” ze studia w Londynie za pośrednictwem specjalnej linii przesyłowej – na której budowę rząd JKM bynajmniej nie zamierzał nigdy udzielić zgody.
Ten okres działania Radia Luxembourg i BBC nacechowany był tajemnicami i przemilczeniami. Obydwie rozgłośnie ostentacyjnie się nie zauważały, chociaż wiele sławnych nazwisk pojawiało się na obu antenach, niejednokrotnie równocześnie.
Od około 1960 Radio Luxembourg zaczęło swoją linię programową stopniowo obracać w kierunku nastolatków, wyraźnie zbaczając w kierunku muzyki pop. Z anteny szybko zniknęły słuchowiska, seriale, wodewile i transmisje sportowe. Od 1963 cała emisja stacji odbywała się w oparciu o płytotekę muzyczną. Ten ruch spowodował także znaczną obniżkę kosztów produkcji programu.

#### Program
- Niektóre z audycji nadanych w niedziele grudnia 1956 według rozkładu Radia „208”;
  - 6:00 PM – Butlin’s Beaver Club – z wujem Erickiem Winstonem.
  - 8:30 PM – Take Your Pick – z Michaelem Milesem.
  - 9:30 PM – This I Believe – audycja Sir Basila Bartletta.
  - 10.00 PM – Tonight – Peter Haigh przedstawia wiadomości, muzykę i plotki nagrane w Embassy Club w Londynie.
  - 10:30 PM – Philips’ Fanfare -płyty „z etykietką” przedstawia Guy Standeven.

#### Prezenterzy
- Barry Alldis – od 1956, szef prezenterów do 1966, potem w BBC, powrót do Luksemburga w 1975 i praca do 1982.
- Chris Denning
- Colin Hamilton
- Ted King
- Johnny Moran
- Don Moss (1957–1960)
- Don Wardell (szef prezenterów po odejściu Barry’ego Alldisa w 1966)

#### DJ-e od A do Z
Lista DJ-ów, którzy nagrywali swoje bloki programowe w londyńskim studiu przy Hartford Street 38 (wiele z tych programów sponsorowały wytwórnie płytowe):
Peter Aldersley; Sam Costa; Alan Dell; Keith Fordyce; Alan Freeman; David Gell; Tony Hall; Jack Jackson; David Jacobs; Brian Matthew; Don Moss; Pete Murray; Ray Orchard; Jimmy Savile; Shaw Taylor; Jimmy Young; Muriel Young.

### 1964–1967
Do marca 1964 Radio Luxembourg stało się monopolistą w zakresie usług reklamowych pośród nadawców anglojęzycznych słuchanych w Wielkiej Brytanii.
W marcu 1964 na antenie w paśmie dziennym dla południowej Anglii pojawiło się nadające z zakotwiczonego na wodach międzynarodowych u wybrzeży Wielkiej Brytanii statku Radio Caroline. Jego sygnał, ze względu na małą odległość od słuchacza był zarówno silny, jak i zasadniczo pozbawiony zakłóceń i fadingu. Po sukcesie komercyjnym jaki odniosła ta przybrzeżna, a jednak działająca poza ustawodawstwem brytyjskim rozgłośnia, wkrótce wyspy otoczyła flotylla innych, działających na tej samej zasadzie rozgłośni. Program nadawany był całodobowo i przyjmował różne postacie, jednakże dominowała w nich muzyka pop grana z płyt.
Konkurencja rozgłośni przybrzeżnych zmusiła Radio Luxembourg do rezygnacji z bloków nagrywanych w Londynie na rzecz bardziej elastycznych i aktualnych transmisji z Willi Louvigny. Nowa ramówka przewidywała więc spoty grane „na żywo” przez DJ-ów rezydujących w Luksemburgu, w tym i takich, których dopiero co podkupiono ze stacji przybrzeżnych.
W październiku 1967 roku Wojciech Korda wraz z zespołem Niebiesko-Czarni był gościem popularnego prezentera tej stacji, Colina Nicol w studio „Station of the Stars”. W trakcie wywiadu, podkreślono, że zespół był pierwszym, zaproszonym zza „żelaznej kurtyny” i zaprezentowano m.in. piosenkę „Płynie Wisła, płynie”, wskazując na łączenie tradycyjnej muzyki ludowej z nowoczesnym rockiem.
Programu tego radia szukał przy pomocy babci i sprężynowej anteny główny bohater filmu Radosława Piwowarskiego Yesterday – filmowy „Ringo” (Piotr Siwkiewicz) i po znalezieniu słuchał przeboju Beatlesów.
W sierpniu 1967 ustawodawstwo brytyjskie „zagłodziło” Radio Caroline nakładając obowiązek sprzedaży czasu reklamowego tylko na terenie wysp i pozbawiając je tym samym zleceniodawców. Równolegle z eliminacją przybrzeżnych „piratów radiowych”, rząd nakazał BBC utworzenie niekomercyjnej rozgłośni – BBC Radio 1 – która odciągnęłaby młodych słuchaczy od innych stacji. Choć Radio Luxembourg nadal zarabiało na reklamie, to jednak jego działalność nieodwracalnie ograniczona była tylko do pory wieczorowo-nocnej.

#### Prezenterzy
- Pete Brady
- Tony Brandon
- Paul Burnett
- Dave Cash
- Simon Dee
- Noel Edmonds
- Stuart Grundy
- Tommy Vance

### 1968–1988
Powstanie i upadek w początkach lat 70. kolejnych stacji przybrzeżnych nie zachwiało tak pozycji Radia Luxembourg, jak konkurencja BBC, które stale zwiększało swój wpływ i przejmowało słuchaczy „Luxy”. W 1973 skończył się monopol nadawczy BBC. Nowe prawodawstwo zezwalało na tworzenie stricte komercyjnych Lokalnych Niezależnych Rozgłośni (ang. Independent Local Radio).
W tym właśnie czasie Radio Luxembourg osiągnęło szczyt popularności w krajach za żelazną kurtyną, stając się oknem na świat muzyki pop dla odciętej do tej pory od nowości młodzieży bloku socjalistycznego.
W 1983 Radio Luxembourg obchodziło swoje 50. urodziny, chociaż działające na wyspach stacje komercyjne poważnie uszczupliły jego zasięg.

#### Programy
- Bloki programowe nadawane w 1982 według Radio Luxembourg Research Report (s. 20). Program ten ulegał zmianom.
  - Niedziele: 7:00 PM – Haunted Studio – with Stuart and Ollie Henry. 9:00 PM – Star Chart and Top 30 UK Singles – with Tony Prince. 11:00 PM – Sunday’s Top 20's – with Barry Alldis and Rob Jones. 1:00 AM – Earthlink – with Benny Brown.
  - Poniedziałki: 7:00 PM – Battle of the Giants; Top 30 Airplay; Top 30 Disco – with Rob Jones and Benny Brown. 1:00 AM – Earthlink – with Barry Alldis.
  - Wtorki: 7:00 PM – 208 Editorial; Beatle Hour; Daily Mirror rock and Pop Club; Top 30 UK; op 30 Albums – with Rob Jones and Barry Alldis. 9:00 PM – Top 30 UK; Top 30 Albums – with Benny Brown. 1:00 AM – Earthlink – with Mike Hollis.
  - Środy: 7:00 PM – Gold and Games – with Rob Jones and Benny Brown. 9:00 PM – American Top 30 – with Bob Stewart. 11:00 PM – Top 30 Easy Listening – with Benny Brown. 1:00 AM – Earthlink – with Mike Hollis.
  - Czwartki: 7:00 PM – The Number Ones; Top of the Pops – with Bob Stewart and Mike Hollis. 9:00 PM – Top 30 Futurist – with Rob Jones. 11:00 PM – Discotheque – with Benny Brown. Midnight – Spotlight On ... – with Stuart Henry. 1:00 AM – Earthlink – with Stuart and Ollie Henry.
  - Piątki: 7:00 PM – The Record Journal – with Stuart and Ollie Henry. 9:00 PM – Top 30 Disco – with Tony Prince. 11:00 PM – Top 30 Airplay (repeat) – with Bob Stewart. 1:00 AM – Earthlink – with Barry Alldis.
  - Niedziele: 7:00 PM – Street Heat; Top 30 Rockshow – with Stuart and Ollie Henry. 11:00 PM – Big L Marlboro Top 20 Country – with Bob Stewart. Midnight – Midnight Memories – with Barry Alldis. 1:00 AM – Earthlink; Love Songs – with Mike Hollis.

#### Prezenterzy
- Dave Christian
- Peter Powell
- Tony Prince
- Bob Steward
- Rob Jones
- Benny Brown
- Mike Read
- Emperor Rosko
- Mark Wesley
- Paul Burnett
- David „Kid” Jensen

### 1989–1992
W 1989 w nadziei odbudowania swego audytorium, anglojęzyczny serwis Radia Luxembourg powrócił do nadawania w paśmie dziennym (po raz pierwszy od lat 50.) wykorzystując do tego celu jeden z analogowych transponderów satelity Astra, jako uzupełnienia dla starego systemu nadawania na fali 208 metrów. Nie uchroniło to stacji od kłopotów finansowych i pożegnalny spot na 208 wyemitowano nocą z 31 grudnia na 1 stycznia 1992. Ostatnią zagraną płytą był album „In the Days Before Rock and Roll” Vana Morrisona wybrany ze względu na odwołania w jego treści do żargonowej nazwy radia – „Luxy”.
Emisja satelitarna przetrwała rok dłużej. Reklamodawcy nie będąc w stanie oszacować zarówno zasięgu radia, jak i kręgu odbiorców odwrócili się od niego. Ostatnim zagranym utworem był „This Will Be Our Last Song Together” Neila Sedaki.
Od tego momentu przedsiębiorstwo macierzyste Radia Luxembourg zdecydowało skoncentrować się na nowym projekcie medialnym, długofalowej rozgłośni radiowej nadającej z Republiki Irlandii – Radio Atlantic 252.

## Nadajniki

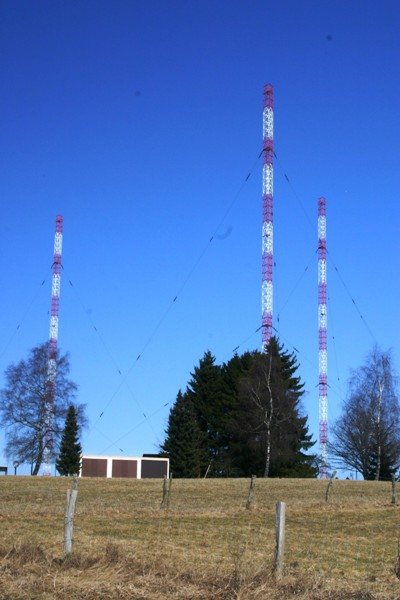
Dzienna antena nadawcza w Marnach

Pierwsze mające miejsce w 1932 transmisje Radia Luxembourg były emitowane za pośrednictwem nadajnika 234 kHz o mocy 150kW zlokalizowanego w Junglinster w Luksemburgu. Układ antenowy składał się z trzech wolnostojących masztów wysokości 250m każdy, pracujących w trybie uziemionych radiatorów. W 1951 moc zwiększono do 250 kW.
W 1951 emisję średniofalową uruchomiono testowo w Junglinster w oparciu o inny, pracujący na częstotliwości 1439 kHz nadajnik podłączony do anteny dookólnej. W 1955 w celu poprawienia sprawności systemu, stację przeniesiono do Marnach w północnym Luksemburgu. Dwa równolegle połączone nadajniki mocy 100kW każdy, zasilały układ dwóch z trzech wolnostojących na bazie trójkąta masztów antenowych wysokości 105m każdy, co umożliwiało kierunkowanie wiązki; w dzień na obszar Zagłębia Ruhry (transmisje niemieckojęzyczne) w nocy w kierunku Wielkiej Brytanii.

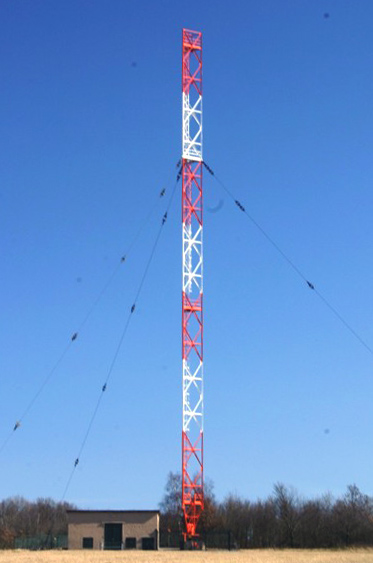
Nocna antena nadawcza w Marnach

W 1956 zwiększono moc nadajników do 350 kW. W lipcu 1957 ruszyła regularna emisja serwisu niemieckojęzycznego, a w kwietniu anglojęzycznego – słynne „208”. W 1965 zwiększono moc do 600kW, a w 1968 do 1200kW, co czyniło nadajnik najmocniejszym nie tylko w Europie, ale i na świecie. W 1969 do istniejącego zestawu dobudowano nowy 65-metrowy maszt antenowy, który miał pracować jako antena wiodąca i w ten sposób poprawić skuteczność odbioru. W 1970 układ 3 masztów powiększono o kolejne 2, ale nie przyniosło to spodziewanych rezultatów i powrócono do poprzedniego rozwiązania.
W 1978 układ po dobudowaniu do anteny wiodącej pasywnego reflektora w postaci 60-metrowej ażurowej wieży o podstawie trójkąta, uzyskał kierunkową charakterystykę w azymucie 324° i przyjął ostateczną trwającą do 1992 postać (położenie anteny nocnej: 50°02′30.73″N 6°04′56.95″E). Prawdopodobnie profil emisji, który wyraźnie dyskryminował rejon Europy Wschodniej i zdecydowanie pogarszał tam jakość odbioru stacji, w połączeniu z nowatorskimi pomysłami Programu 3. Polskiego Radia zdecydował o tym, że popularność Radia Luxembourg w Polsce od końca lat 70. zaczęła zdecydowanie słabnąć.
W 1978 wobec ustalenia nowego rastru międzykanałowego nadajnik przestrojono na 1440 kHz.
Mimo zakończenia nadawania serwisu angielskiego w 1991 r., nadajnik w Marnach wciąż był wykorzystywany do emisji niemieckiego serwisu RTL Radio, płatnych audycji religijnych czy obcych stacji, przede wszystkim Chińskiego Radia Międzynarodowego. Ostatecznie został on wyłączony w noc z 31 grudnia 2015 na 1 stycznia 2016, a 11 lutego 2016 r. maszty zostały zburzone.